# دوريس ميتاكسا
دوريس ميتاكسا (بالفرنسية: Doris Metaxa)‏ مواليد 12 يونيو 1911 - الوفاة 7 سبتمبر 2007، كانت لاعبة كرة مضرب فرنسية. كما أنها إحدى بطلات الجراند سلام.

## بطولات حققتها
- بطولة ويمبلدون

## النهائيات

### الزوجي: 2 (الألقاب 1, الوصافة 1)
| النتيجة | السنة | الدورة         | الشريك       | المنافس                               | النتيجة       |
| الوصافة | 1931  | بطولة ويمبلدون | جوسان سيجارت | فيليس مدفورد كينغ دوروثي شيبارد بارون | 6–3, 3–6, 4–6 |
| الفوز   | 1932  | بطولة ويمبلدون | جوسان سيجارت | إليزابيث ريان هيلين جاكوبز            | 6–4, 6–3      |

## وصلات خارجية
- National Portrait Gallery image of Doris Metaxa and family